# بینوایان (مینی‌سریال ۲۰۱۸)
بینوایان یک مینی سریال ساخته شبکه بی‌بی‌سی و بر اساس رمانی فرانسوی به همین نام اثر ویکتور هوگو می‌باشد.
فصل اول مجموعهٔ تلویزیونی بینوایان، در ۳۰ دسامبر ۲۰۱۸ از شبکه بی‌بی‌سی به روی آنتن رفت. این فصل شامل ۶ قسمت است.

## بازیگران و شخصیت‌ها

### شخصیت‌های اصلی
- دومینیک وست در نقش ژان وال‌ژان[۱]
- دیوید اویلوو در نقش ژاور[۱]
- لی‌لی کالینز در نقش فانتین[۱]
- عدیل اختر در نقش موسیو تناردیه
- جانی فلین در نقش فلیکس تولومیس
- هنری لوید هیوز در نقش کول پونتمرسی
- دیوید بردلی در نقش موسیو گیلنورماند
- درک جاکوبی در نقش بیشاپ میریل
- ران کوک در نقش دلال دندان و مو
- آلن دیوید در نقش نامه نویس
- کاترین هانتر در نقش مادام ویکتورنین
- الیویا کلمن در نقش مادام تناردیه
- انزو چیلنتی در نقش ریوت
- جاش اوکانر در نقش ماریوس پونتمرسی
  - رافائل بیشاپ و وودی نورمن دوران کودکی و نوجوانی ماریوس پونتمرسی
- الی بمبر در نقش کوزت
  - مایلو دفوی و لیا جیووانلی دوران کودکی و نوجوانی کوزت
- ارین کلیمن در نقش اپونین تناردیه
  - سینا بارنز و تیارنا ویلیامز دوران کودکی و نوجوانی اپونین
- ژوزف کویین در نقش انجولراس
- دونالد سامپتر در نقش موسیو مابوف

### شخصیت های مهمان
- الکس ژارت در نقش آزلما تناردیه
  - آمانی جانسون و ایزابل لوییز کودکی و نوجوانی آزلما
- اما فیلدینگ در نقش نیکولت
- جورجی گلن در نقش ابی
- آنا کالدر مارشال در نقش مادام رولی

هشمیت

## قسمت‌ها
| شم. | Episode  | کارگردان    | نویسنده     | تاریخ انتشار اصلی | UK تعداد بیننده (میلیون) |
| --- | -------- | ----------- | ----------- | ----------------- | ------------------------ |
| 1   | اپیزود ۱ | تام شانکلند | اندرو دیویس | ۳۰ دسامبر ۲۰۱۸    | 5.95                     |
| 2   | اپیزود ۲ | تام شانکلند | اندرو دیویس | ۶ ژانویه ۲۰۱۹     | ن/م                      |
| 3   | اپیزود ۳ | تام شانکلند | اندرو دیویس | ۱۳ ژانویه ۲۰۱۹    | 5.29                     |
| 4   | اپیزود ۴ | تام شانکلند | اندرو دیویس | ۲۰ ژانویه ۲۰۱۹    | ن/م                      |
| 5   | اپیزود ۵ | تام شانکلند | اندرو دیویس | ۲۷ ژانویه ۲۰۱۹    | ن/م                      |
| 6   | اپیزود ۶ | تام شانکلند | اندرو دیویس | ۳ فوریه ۲۰۱۹      | ن/م                      |

## تولید

### فیلمبرداری
فیلمبرداری این مجموعه از فوریه ۲۰۱۸ در بلژیک و شمال فرانسه آغاز شد.

## پخش
استودیوی بی بی سی پخش سریال را بر عهده داشت و این مینی سریال را در تاریخ ۳۰ دسامبر ۲۰۱۸ پخش نمود.فصل اول این مجموعه ۶ قسمت دارد که تاریخ پخش قسمت پایانی آن 3 فوریه ۲۰۱۹ خواهد بود.
شبکه امید در سال 1399 این سریال را پخش کرد.